# Козяны
Козя́ны (бел. Казя́ны) — агрогородок в Браславском районе Витебской области Беларуси. Входит в Видзовский сельсовет. Население — 345 человек (2019).

## География
Агрогородок находится в 17 км к юго-востоку от Видз и в 20 км к северу от Постав. Козяны находятся в самой южной точке Браславского района, в километре к западу проходит государственная граница с Литвой, а к югу начинается Поставский район. Козяны — транспортный узел, через него проходит шоссе Р27 (Браслав — Поставы), а также начинается шоссе Р18 (Козяны — Шарковщина — Миоры — Верхнедвинск). С связи с близостью литовской границы Козяны входят в приграничную зону Республики Беларусь с особым порядком посещения, однако погранперехода в самом селе нет.
Козяны стоят на левом берегу реки Дисна при впадении в неё реки Дрисвята. Чуть ниже Козян в Дисну впадает река Бирвета.

## История

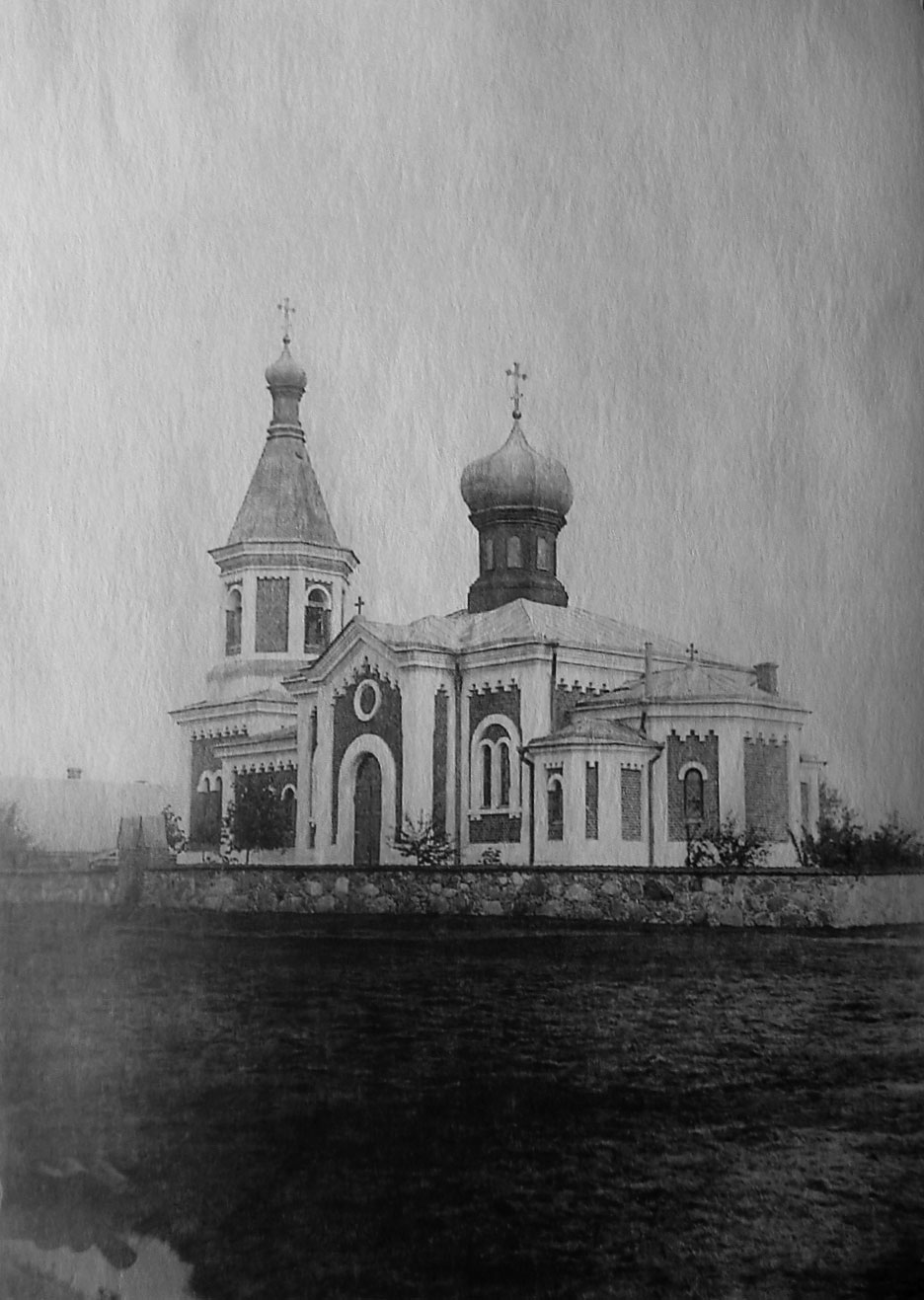
Церковь Святого Духа. 1914 год

Первое письменное упоминание о Козянах датируется 1504 годом. В 1514 году местность находилась во владении рода Зеновичей и входила в Ошмянский повет.
Согласно административно-территориальной реформе середины XVI века Козяны вошли в состав Браславского повета Виленского воеводства. В XVII века поселением владели Пацы. В 1686 году подкоморий Ф. Я. Пац передал часть своих владений виленским бенедиктинкам, которые соорудили в Козянах греко-католическую церковь.
В результате третьего раздела Речи Посполитой (1795) Козяны оказались в составе Российской империи, в Дисненском уезде Виленской губернии. В 1800 году городком владел Н. Манузи, здесь было 90 дворов, деревянная греко-католическая церковь Святого Духа. Рядом находилась одноименная деревня (56 дворов). В ходе Отечественной войны 1 июля 1812 года под городком произошла стычка между арьергардом отступавшего кавалерийского корпуса П. П. Палена и французами. С 1823 года поселением владели Плятеры.
Состоянием на 1866 год в местечке было 35 дворов. В конце XIX века граф Ф. Плятер основал около Козянов картонный, лесопильный и гонтовый заводы. С 1895 года в Козянах действовала школа, одна из самых старых в Браславском районе. В начале XX века построена православная каменная церковь св. Духа. В Первую мировую войну в сентябре 1915 Козяны заняли немецкие войска.
По Рижскому мирному договору (1921 года) Козяны попали в состав межвоенной Польской Республики, где входили в Браславский повет Виленского воеводства.
В 1939 году Козяны вошли в состав Белорусской ССР, где в 1940 году стали центром сельсовета Видзовского района (с 1960 в Браславском районе). В Великую Отечественную войну с июля 1941 по 8 июля 1944 Козяны находились под немецко-фашистской оккупацией. В ночь перед 7 ноября 1942 года литовские советские партизаны из группы Арлаускаса и белорусские советские партизаны разгромили гарнизон в селении Козяны, здесь были уничтожены 150 и захвачены в плен 18 гитлеровцев.
В 1995 году в деревне было 590 дворов. В Козянах располагается центр открытого акционерного общества «Новая Гвардия».
До 2003 года деревня являлась центром Козянского сельсовета, который сейчас входит в состав Видзовского сельсовета.

## Достопримечательности
- Церковь Святого Духа (не позднее 1895 года).

### Утраченное наследие
- Часовня Святой Троицы